# Akçakale
Akçakale es un pueblo y distrito de la provincia de Sanliurfa ubicado en la región de Anatolia Suroriental. El pueblo se encuentra situado justo en el borde de la frontera con Siria.
En el año 2012, el pueblo fue atacado por el ejército sirio, lo que desencadenó el posterior bombardeo de Turquía sobre Siria.